# Zastava Skala
Der Zastava Skala ist ein auf dem Fiat 128 basierender Pkw des jugoslawischen bzw. serbischen Automobilherstellers Zastava und kam 1971 auf den Markt. Das Fahrzeug wurde in zwei Karosserievarianten gefertigt: einerseits als Stufenheckvariante Zastava 128, deren Karosserie der Bauform des Fiat 128 entsprach, und andererseits als Schrägheckvariante Zastava 101. Letztere Bauform erwies sich als sehr erfolgreich und wurde noch bis 2008 im Zastava-Werk in Kragujevac gefertigt.

## Geschichte
Im Laufe der Zeit wurden zahlreiche weitere Modellbezeichnungen verwendet. Unter anderem z. B. 101 GTL oder Skala, gefolgt von der PS-Zahl, oder Yugo 311, Yugo 411 und Yugo 513, wobei sich die erste Ziffer auf die Anzahl der Türen bezieht und die letzten beiden den Hubraum geteilt durch 100 wiedergeben. In Jugoslawien wurde das Fahrzeug umgangssprachlich auch Stojadin genannt.
Im Jahr 2008 wurde die Produktion des Zastava Skala nach 1.273.532 gefertigten Exemplaren eingestellt.

## Technik
- Vierzylinder-Ottomotor, Hubraum 1116 cm³[2][3], Leistung 40,5 kW (55 PS) bei 6000/min, maximales Drehmoment 77,4 Nm bei 3000/min, Frontantrieb, Kofferraum 325/1010 Liter, L/B/H 3762/1590/1345 mm, Leergewicht 835 kg, Höchstgeschwindigkeit 135 km/h.[4]

- Vierzylinder-Ottomotor, Hubraum 1290 cm³, später 1302 cm³, Leistung 48 kW (65 PS) bei 6000/min, maximales Drehmoment 98 Nm bei 3000/min, Frontantrieb, Kofferraum 325/1010 Liter, L/B/H 3840/1590/1345 mm, Leergewicht 840 kg, Höchstgeschwindigkeit 145 km/h.

Zu den technischen Unterschieden gegenüber dem Fiat 128 zählte eine größere Bodenfreiheit infolge einer steiferen, dreilagigen Querblattfeder hinten. Dies hatte ungünstige Konsequenzen für das Fahrverhalten: Beim Fiat 128 wirkten sich die relativ kurzen Querlenker nicht nachteilig auf die Hinterradführung aus, da die Querlenker bei normaler Belastung nahezu waagerecht standen. Anders beim Zastava, hier bewirkte die steifere Feder, dass die Querlenker auch bei Belastung schräg angestellt blieben und somit deutliche Spur- und Radstandänderungen hervorriefen. Die Seitenführungskräfte der Reifen wurden dadurch schneller aufgebraucht, was sich in der Praxis in schlingerndem Fahrverhalten auf nassem Kopfsteinpflaster oder bei Wechsel des Fahrbahnbelags äußerte. Weitere Unterschiede zum Fiat 128 waren die fehlende Innenraumentlüftung und das Schrägheck mit variableren Nutzungsmöglichkeiten, aber geringerem Kofferraumvolumen (325 Liter; Fiat 128: 370 Liter). Zusammen mit diversen Verstärkungen ergab sich beim Zastava daher eine etwas größere Leermasse von 835 kg.

## Galerie

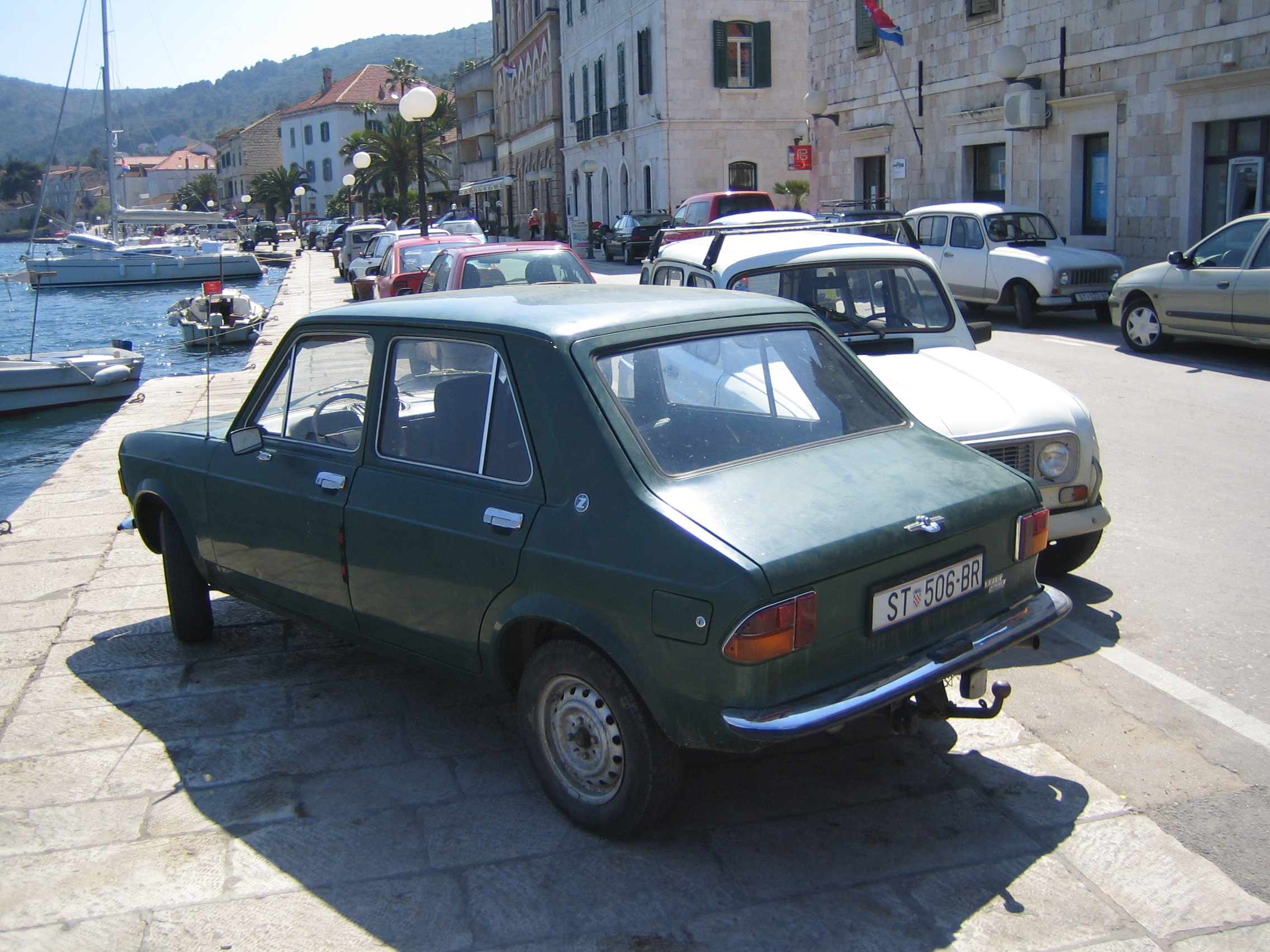
Heckansicht
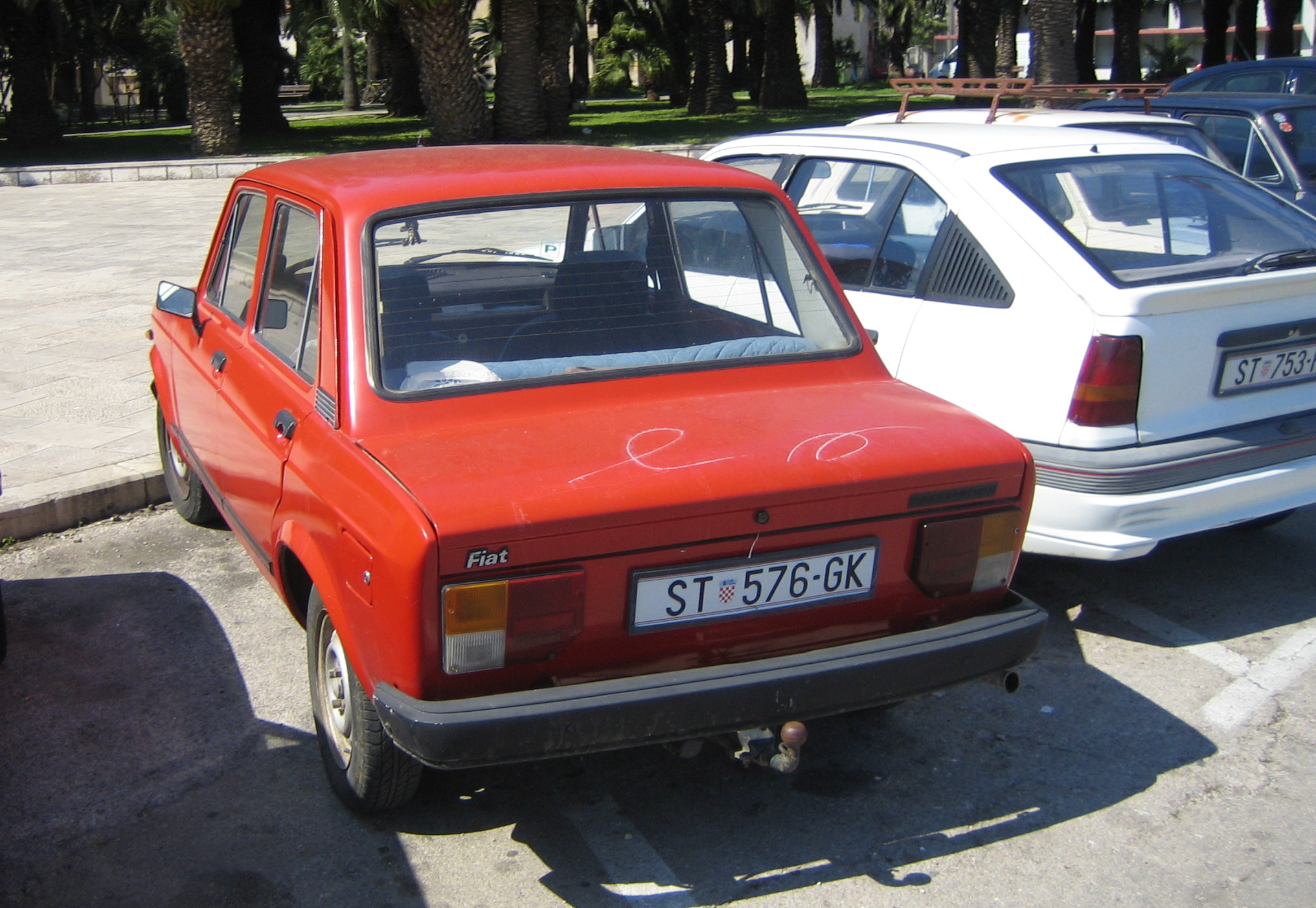
Heckansicht Zastava 128 (Limousine)
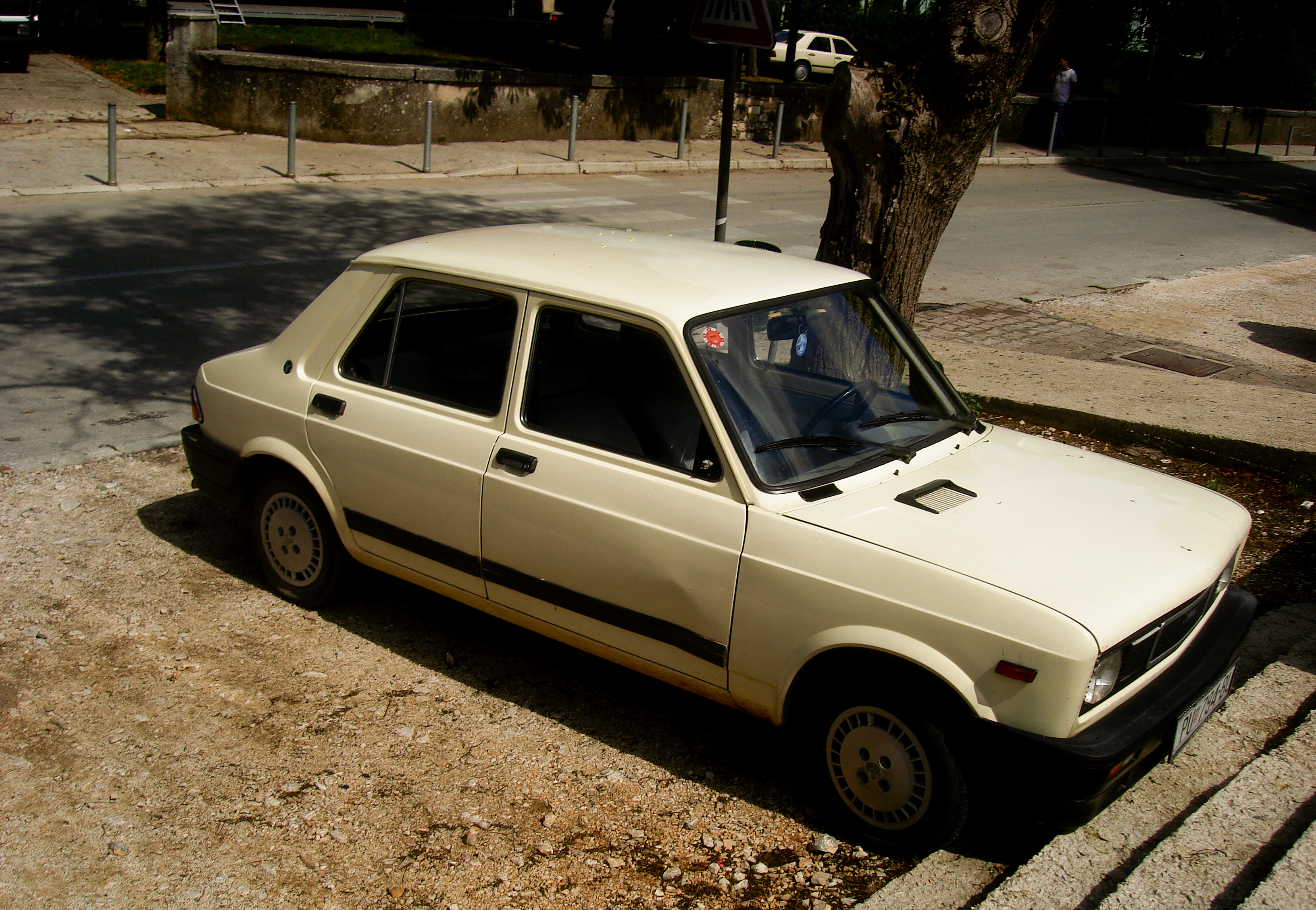
Zastava Yugo Skala (Fünftürer)
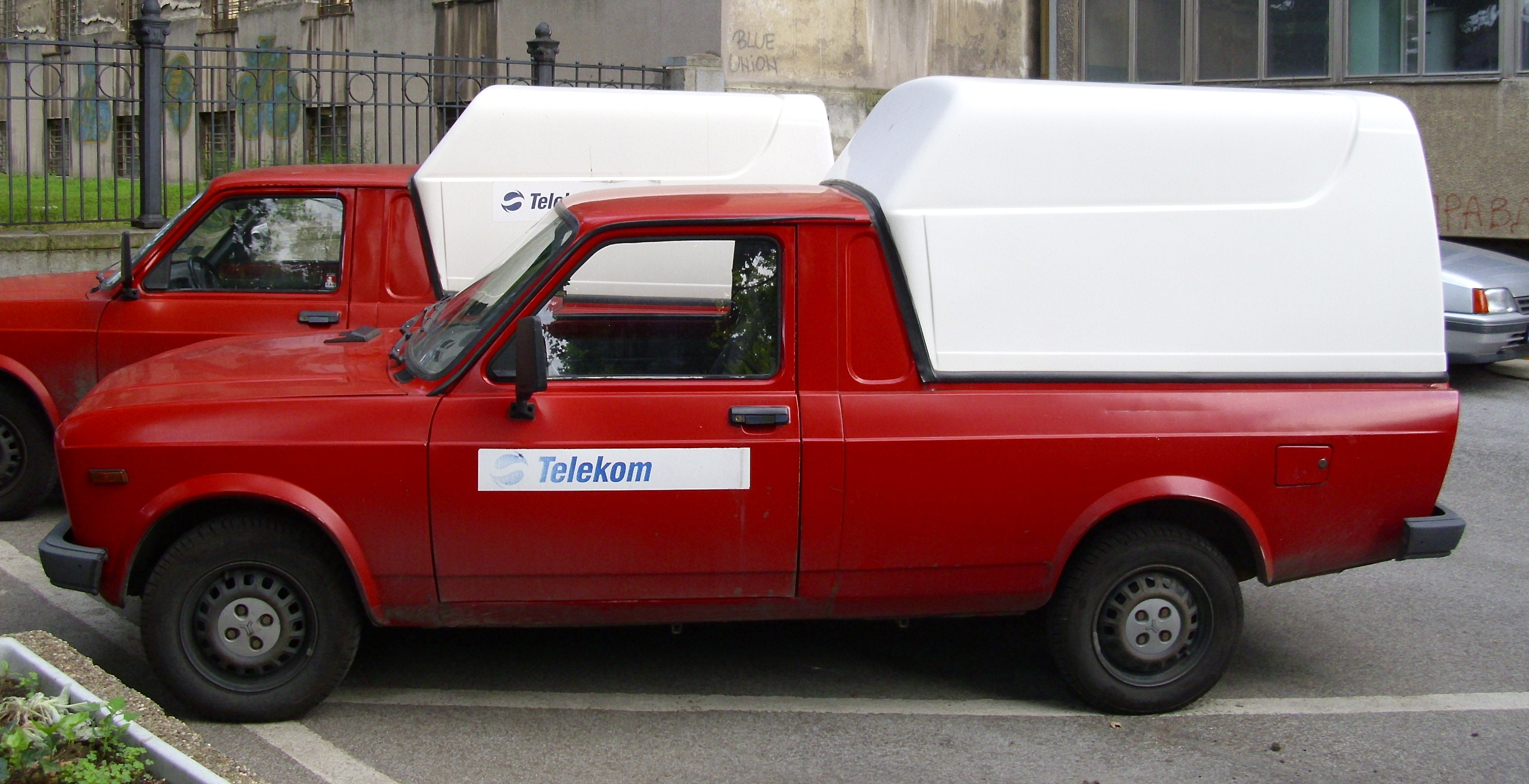
Zastava Poly

## Produktion in Polen
1973 wurde der Zastava 1100p auf der internationalen Maschinenbaumesse Poznan präsentiert, der in der Folge von FSO produziert wurde.

## Der Zastava 101 in Deutschland
In der DDR war der Zastava 101 nach dem Dacia 1300 das zweite regulär erhältliche Pkw-Modell mit Viertaktmotor und Frontantrieb. Seine Verarbeitungsqualität war wesentlich besser als beim Dacia. 1975 begann der Import, er wurde für 20.300 Mark verkauft. Später wurde der Preis angehoben, was zu DDR-Zeiten etwas ungewöhnliches war. Er betrug zuletzt 22.900 Mark (1981). Im Fahrbericht der KFT wurde das Heck als zwar praktisch, aber wenig schnittig bewertet. Die Lenkung wirkte recht indirekt und im Stand schwergängig, Kritik galt außerdem der fehlenden Verstellbarkeit der Sitzlehnen. Positiv hervorgehoben wurde die gute Kniefreiheit, die sogar etwas größer war als bei WAS-2101 und Wartburg 353, sowie die Drehfreudigkeit des kurzhubigen Motors bis über 7000/min und dessen weiches Arbeitsgeräusch. Dafür machte die Kraftübertragung zum Differenzial hörbare Geräusche, vor allem im Schubbetrieb. Der Kraftstoffverbrauch mit durchschnittlich 8,8 l/100 km lag recht günstig, und als Höchstgeschwindigkeit wurden 134 km/h gemessen.
Kurzzeitige Importe von VW Golf, Citroën GSA und Mazda 323 ergänzten das Angebot frontgetriebener Viertakt-Pkw, insgesamt blieben die importierten Stückzahlen jedoch begrenzt.
Schon eher als in der DDR wurde der Zastava 1100 in der BRD angeboten und konkurrierte dort mit dem Turiner Originaltyp Fiat 128.